# Parc central de Vinnytsia
Le parc central de Vinnytsia  (en ukrainien : Центральний міський парк Вінниці) est un parc d'agrément classé à Vinnytsia, en Ukraine.

## Historique
Ancien parc Maxim Gorky ou parc Leontovitch, il a été créé en 1936 et se trouve au centre-ville entre les rues Soborna et Magistratska. Il est décoré de monuments aux morts de la guerre d'Afghanistan, aux fusiliers de la Sitch, aux policiers. Il abrite aussi un stade, un planétarium, une patinoire, une salle de cinéma. Endommagé lors de la seconde guerre mondiale, il est rénové aussitôt après.

## En images

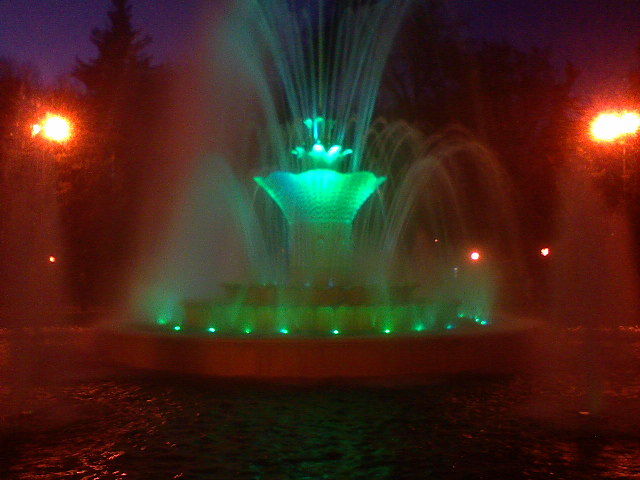
La fontaine du parc,
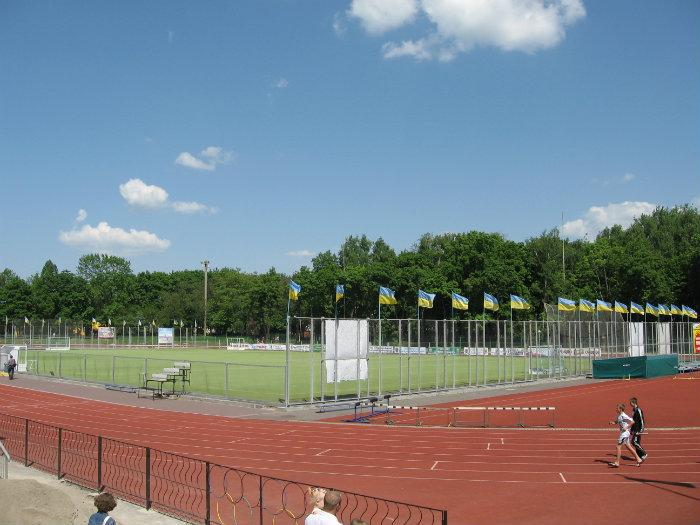
avec son stade,
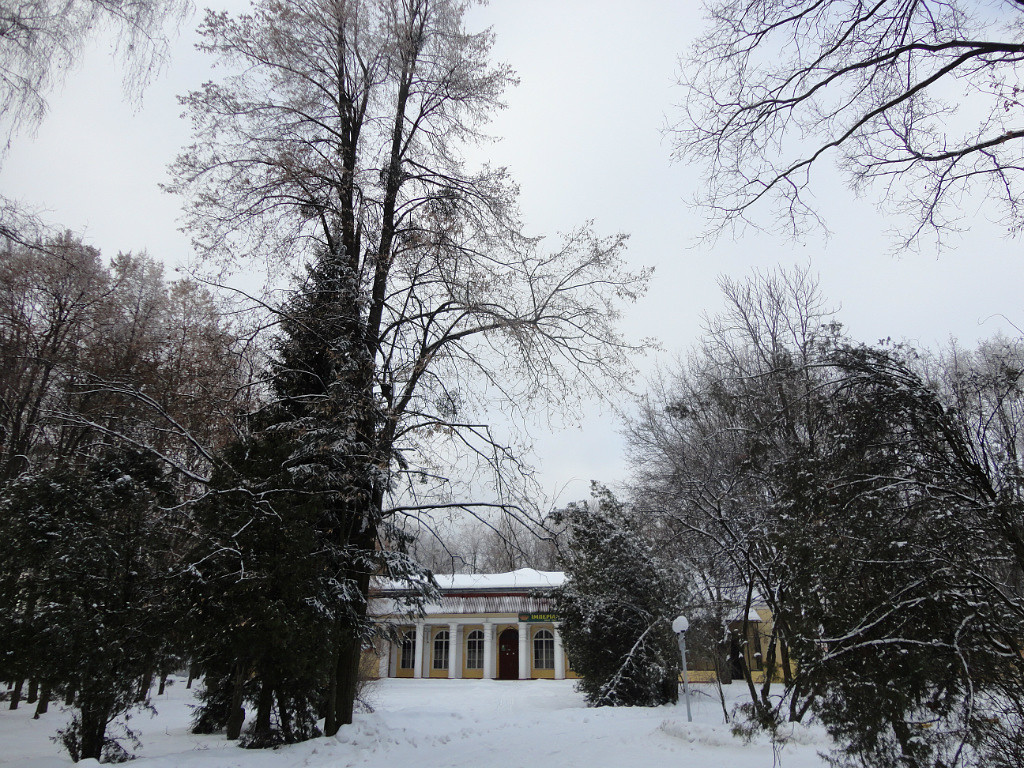
en hiver,
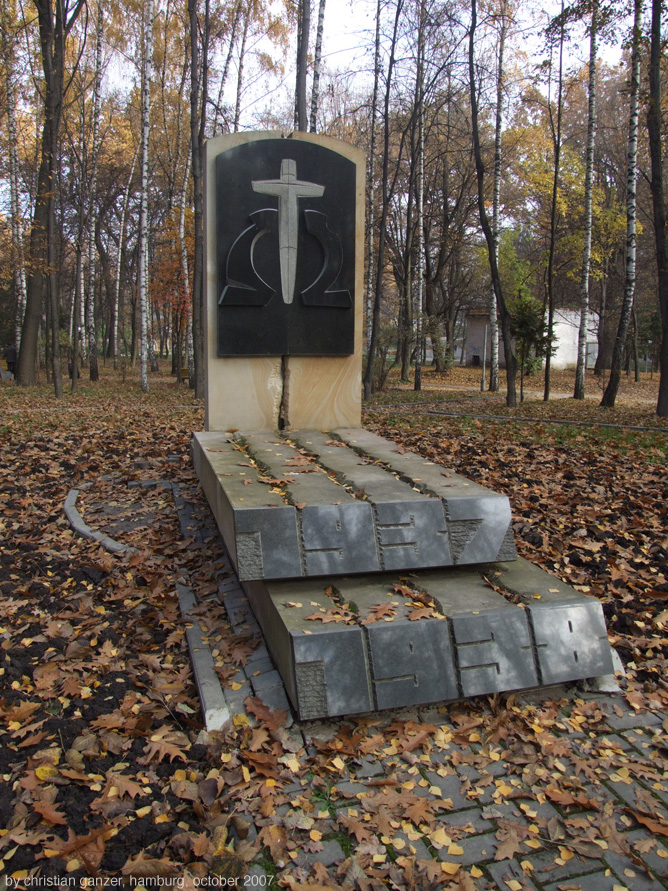
monument aux victimes du NKVD,
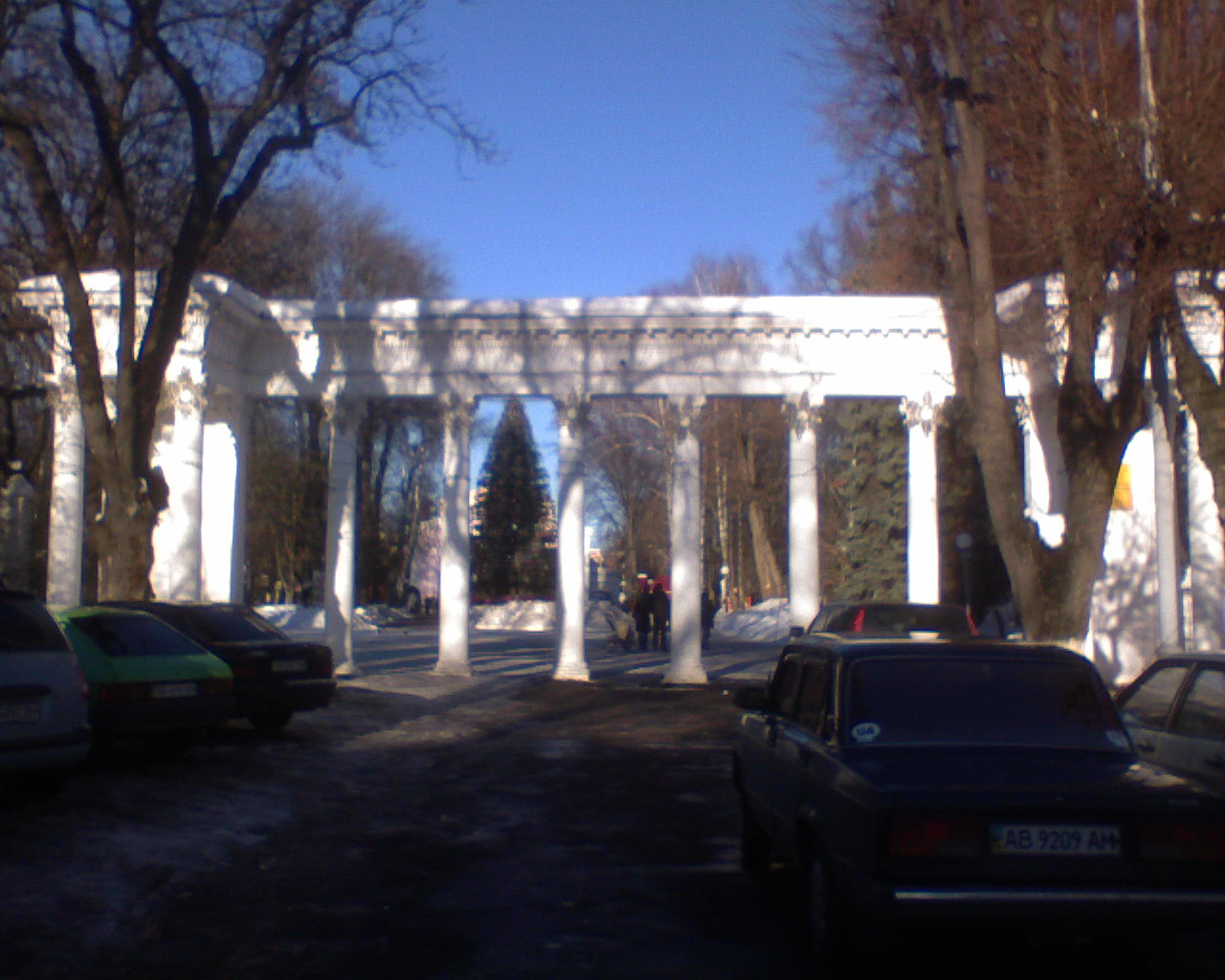
sa colonade,
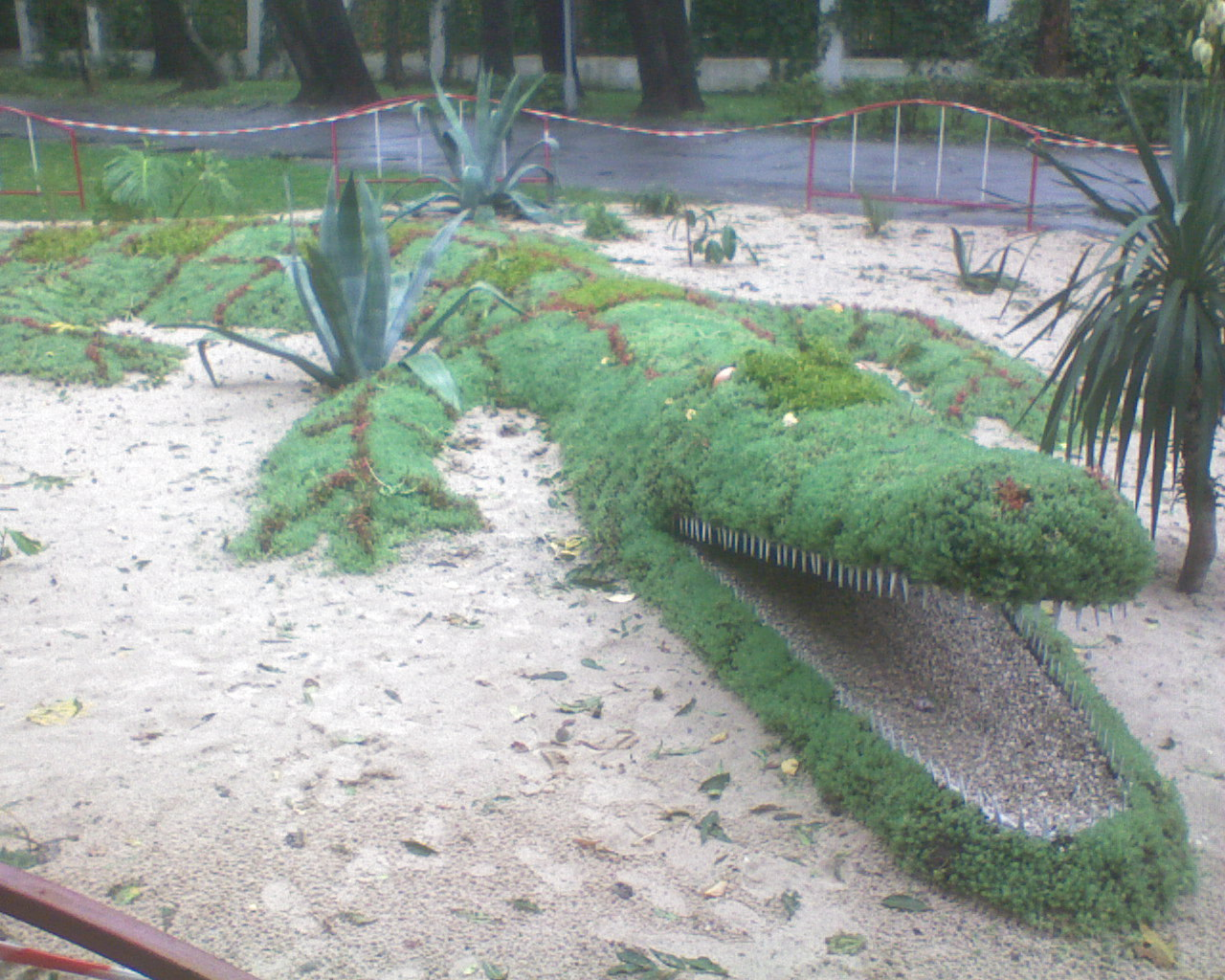
décoration florale.